# Harpe
Pour les articles homonymes, voir Harpe (homonymie).
La harpe est un instrument de musique à cordes pincées de forme le plus souvent triangulaire, muni de cordes tendues de longueurs variables dont les plus courtes donnent les notes les plus aiguës. C'est un instrument asymétrique, contrairement à la lyre dont les cordes sont tendues entre deux montants parallèles. L'instrumentiste qui joue de la harpe est appelé harpiste.

## Histoire

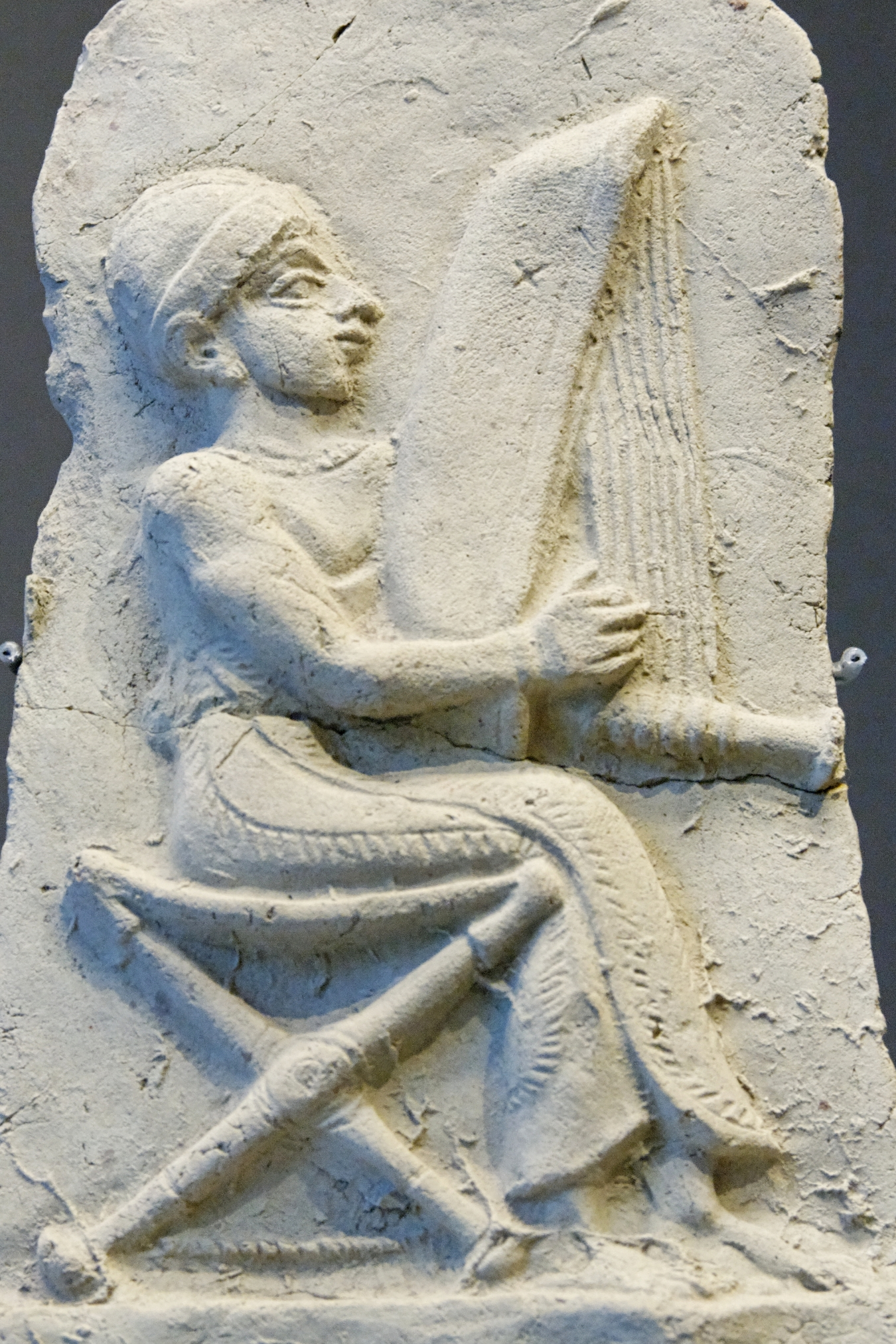
Harpiste, relief en terre cuite du début du IIe millénaire av. J.-C. en provenance d'Eshnunna (coll. Département des Antiquités orientales du Louvre).

Au début, il existait deux sortes de harpes : la harpe arquée et la harpe angulaire. Elle est, avec la flûte et certains instruments à percussion, l'un des plus anciens instruments de musique. Elle est peut-être née de l’arc musical dont la corde, tendue et relâchée, vibre et émet un son.
L’origine de la harpe remonte à la Mésopotamie. Les premières harpes et lyres ont été trouvées à Sumer vers 3500 av. J.-C.. Plusieurs harpes ont été trouvées dans des sépultures et des tombes royales à Ur. Elle est connue des musiciens de l'Égypte antique, comme de Sumer (actuel Irak) et de Babylone. La harpe s'est répandue à travers les diverses civilisations et tous les continents sous des formes différentes.
La harpe était un instrument universel : on la célèbre sur tous les continents et toutes les catégories sociales s'expriment à travers son art.
En Europe, elle est signalée au sud-est de l'Écosse sur les pierres « pictes » aux alentours du IXe siècle apr. J.-C., et en Irlande pendant le haut Moyen Âge. Elle a alors pris sa forme moderne : triangulaire, apparemment posée sur la pointe, et dotée de la colonne qui relie la console (où s'accrochent les cordes) au bas de la caisse de résonance. Son usage se répand ensuite dans tout le continent.
Le nombre de cordes et la forme variaient en fonction de l’évolution des civilisations, des besoins de la musique, de la technique de fabrication et de l'exigence d'inépuisables raffinements musicaux.

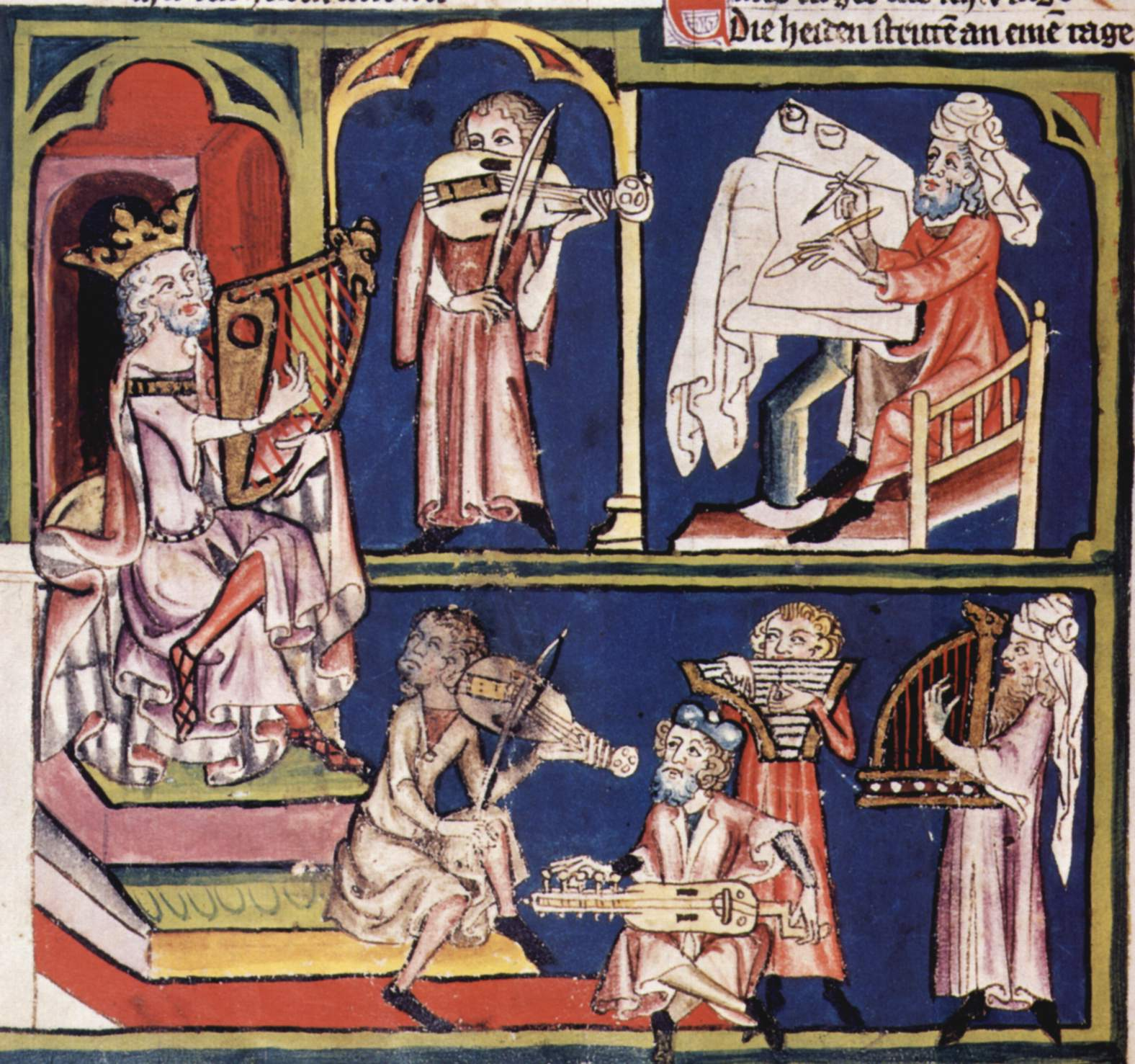
Le roi David avec des musiciens, Chroniques de Rodolphe d'Ems.

La harpe médiévale reste immuablement diatonique, alors que le chromatisme envahit peu à peu la musique. À la Renaissance on utilise encore des harpes diatoniques (Gargantua de Rabelais apprend à jouer de la harpe). Mais le manque de chromatisme entraîne une désaffection de l'instrument au profit du luth et des instruments à clavier en train de naître. Pour pallier ce handicap, les luthiers italiens construisent la arpa doppia, la harpe double contenant deux rangées de cordes parallèles. C'est alors que, en 1697, un luthier bavarois, Hochbrücker, imagina un mécanisme qui, à l'aide de pédales permit d'effectuer certaines modulations. Cette harpe fut introduite en France en 1749. C'est une harpe à simple mouvement.
C'est vers 1800 que le célèbre facteur de pianos, Sébastien Érard, invente le fameux mouvement à fourchettes qui va permettre à la harpe de rivaliser à nouveau avec les autres instruments chromatiques. Pour des raisons pratiques, en privilégiant de passer une pédale au lieu d'une autre, les harpistes ont souvent recours aux homophones ou notes enharmoniques. Pour répondre à ces critiques, en 1894, Gustave Lyon, directeur de la maison Pleyel, essaya de reprendre le principe des harpes chromatiques à double rangées de cordes croisées. Debussy composa pour cet instrument ses Danses sacrées et profanes. Le succès de cette harpe fut cependant de courte durée et à la mort de Gustave Lyon en 1936, elle disparut presque complètement de la vie musicale. Les danses sont maintenant jouées sur la harpe à pédales (double mouvement), car le système de fourchettes s'est considérablement amélioré.

## Les harpes triangulaires occidentales

### La harpe diatonique, ou à pédales

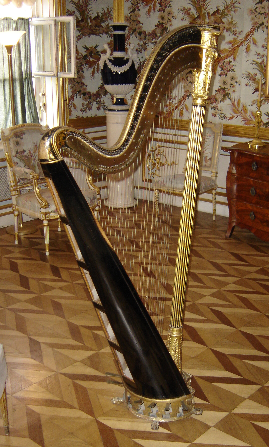
Harpe à pédales.

La harpe à pédales, ou harpe classique, est celle que l'on utilise dans les orchestres symphoniques et dans les formations de musique de chambre. C'est la harpe la plus sophistiquée.
Elle possède de 40 à 46 cordes (pour les harpes d'étude) et 47 cordes (pour les harpes de concert), ce qui lui donne une tessiture de six octaves. Ces cordes sont principalement en boyau, à l'exception des cordes les plus graves (les deux dernières octaves) qui sont en métal, elles sont appelées cordes filées (filetage cuivre sur âme acier), les cordes les plus aiguës sont en nylon. Certaines harpes n'ont pas de cordes en boyau mais des cordes en nylon les remplacent, ce qui donne une autre sonorité à l'instrument ; les concertistes (et les instrumentistes) préfèrent souvent les cordes en boyau, qui donnent une sonorité plus « ronde » et franche, ce qui donne aussi une harmonie de matière à l'orchestre. Certaines cordes sont colorées pour permettre de repérer les notes principales : les do sont rouges et les fa sont noirs ou bleus. Les autres cordes sont incolores.
| chapiteau cordes colonne socle pédales caisse de résonance corps crosse console une cheville |

La harpe à pédales peut être à simple mouvement ou à double mouvement. Dans les deux cas, on fait allusion au mécanisme reliant les pédales aux cordes pour en modifier la longueur et permettre de jouer les altérations musicales, c'est-à-dire les dièses et les bémols. Ces mécanismes ne font que réduire la longueur vibrante de la corde et n'en changent pas (idéalement) la tension.

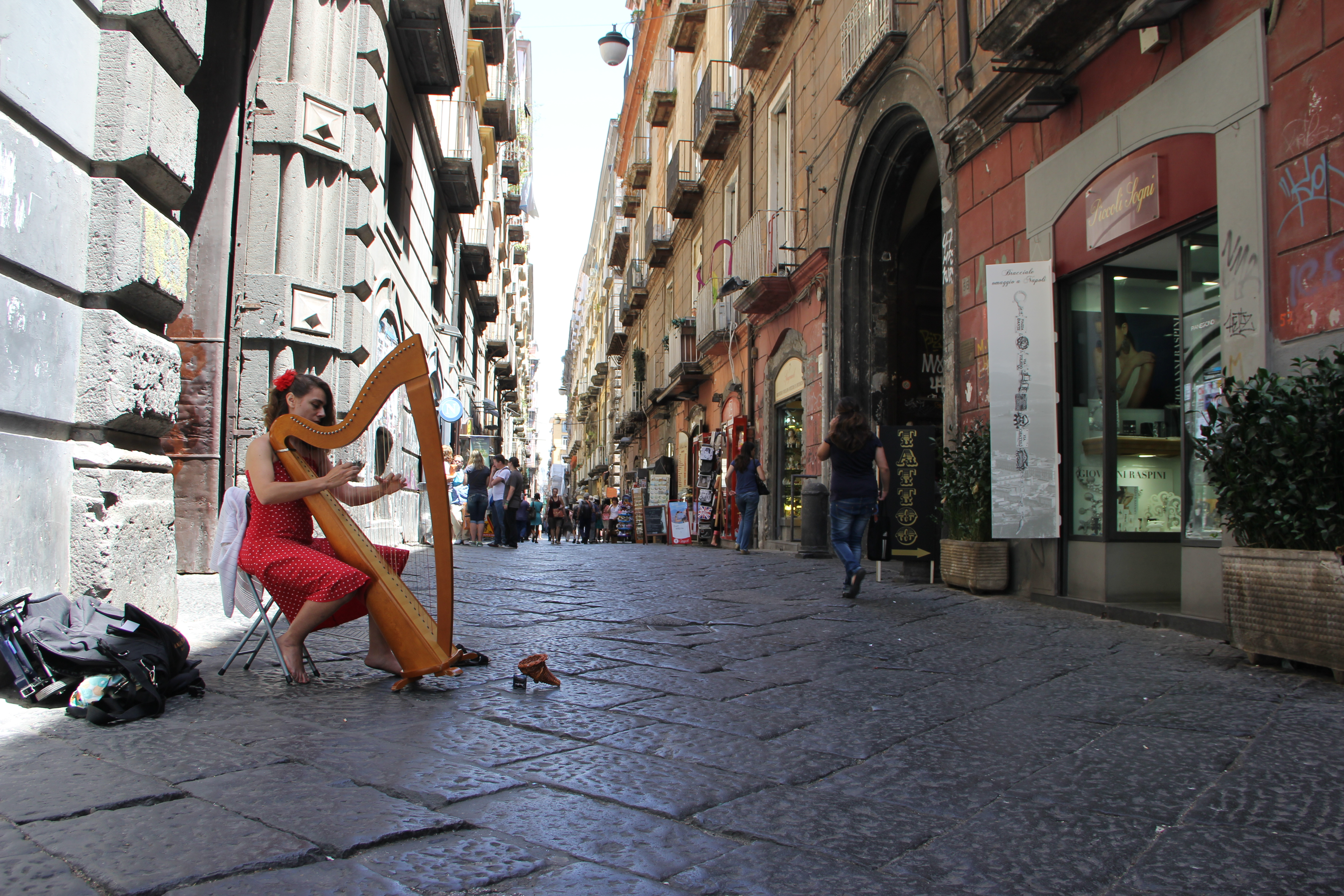
Harpiste dans une rue de Naples.

Sur une harpe double mouvement, inventée par Sébastien Érard en 1810, chaque corde peut jouer trois hauteurs : bémol si la pédale est relâchée (= en haut), bécarre si elle est bloquée sur le cran du milieu, et dièse si elle est tout à fait enfoncée.
Il y a 7 pédales qui modifient les 7 notes de la gamme sur toutes les octaves. De gauche à droite, elles correspondent aux notes ré, do, si, mi, fa, sol, la pour la grande harpe. Les 3 premières pédales sont réservées au pied gauche, les 4 dernières au pied droit. Sur certains modèles, notamment sur les harpes Érard, une huitième pédale servait à actionner les volets de fermeture de la caisse de résonance. La harpe Erard de la photo ci-contre en possédait originellement (ouïes rectangulaires). Cette huitième pédale est appelée « pédale de renforcement ». L'ouverture ou la fermeture des volets changeaient la puissance du son propagé. Jean-Baptiste Krumpholtz a composé une sonate (Sonate dans le style pathétique Op. 14 No 2) spécialement pour harpe à pédale de renforcement.
La harpe à simple mouvement, tout comme la harpe celtique, ne permet que deux hauteurs par corde. L'invention de la harpe à simple mouvement est attribuée au facteur allemand Hochbrücker (1662/73 - 1763). On accorde la harpe à simple mouvement généralement en mi bémol majeur - toutes pédales relâchées - ce qui permet par la suite de jouer jusqu'à 3 bémols ou jusqu'à 4 dièses. Le nombre des tonalités est donc limité, mais le mécanisme, plus simple, permet la fabrication d'instruments moins coûteux.

### La harpe chromatique
Inventée en 1894 par Gustave Lyon, directeur de la firme Pleyel, pour concurrencer la harpe diatonique à pédales, elle comporte deux plans de cordes croisés : un plan de cordes pour les bécarres, un plan pour les bémols et dièses. Elle permet l'exécution de tous les traits chromatiques avec une grande vitesse, mais contrairement à la harpe diatonique, elle ne permet pas les glissandi dans tous les modes et tonalités.
Pour montrer les possibilités de l'instrument, la firme Pleyel commanda en 1904 une œuvre à Claude Debussy qui composa les Danses sacrée et profane pour harpe chromatique et orchestre à cordes. Mais cette œuvre est aussi jouable sur harpe diatonique, avec toutefois de très difficiles passages de pédales. Notons qu'André Caplet composa une première version de son Conte fantastique pour harpe chromatique et orchestre en 1908, intitulée Légende. Il adaptera ensuite l'œuvre pour harpe diatonique et quatuor à cordes en 1924.
En riposte et afin de promouvoir les possibilités de la harpe diatonique, la firme Érard passa commande en 1905 d'une œuvre à Maurice Ravel qui composa l'Introduction et Allegro pour harpe avec accompagnement d'un quatuor à cordes, d'une flûte et d'une clarinette.
Il avait été prévu une évolution de la harpe chromatique en y ajoutant des pédales, permettant ainsi à la fois les chromatismes rapides et les glissandi de la harpe diatonique. Cette harpe devait voir le jour en 1914, mais la Première Guerre mondiale mit fin au projet et la harpe chromatique tomba dans l'oubli progressivement dans les années d'après-guerre.
Une classe de harpe chromatique a existé au Conservatoire national supérieur de musique de Paris de 1903 à 1933.
Une classe de harpe chromatique a perduré au Conservatoire royal de Bruxelles jusqu'en 2005. Elle avait été ouverte en 1900, fermée en 1953, puis rouverte en 1978. Le départ à la retraite de Francette Bartholomée, titulaire de la classe de harpe au Conservatoire royal de Bruxelles (qui enseignait à la fois la harpe diatonique et la harpe chromatique) et son remplacement par un professeur qui ne pratique que la harpe diatonique a signifié la fermeture du Cours de harpe chromatique en 2005.
Il est à noter qu'une association (Harpa Nova) a été nouvellement créée en Belgique à l'initiative de Vanessa Gerkens, une élève de Francette Bartholomée, pour soutenir l'enseignement de la harpe chromatique, promouvoir sa facture par de nouveaux luthiers (Pleyel ne construit plus de harpes chromatiques depuis 1930) et la sauvegarde des harpes Pleyel encore en existence. Un nouveau modèle de harpe chromatique de cinq octaves appelé « la Phoenix » a été récemment produit pour Vanessa Gerkens par le luthier français Marc Brûlé.

### La harpe celtique
Quelques citations irlandaises du XIIIe siècle :
- « tout gentilhomme doit avoir un coussin sur sa chaise, une femme vertueuse et une harpe bien accordée »[3]
- « trois objets ne sont pas saisissables par voie de justice : le livre, la harpe et l'épée »[3]

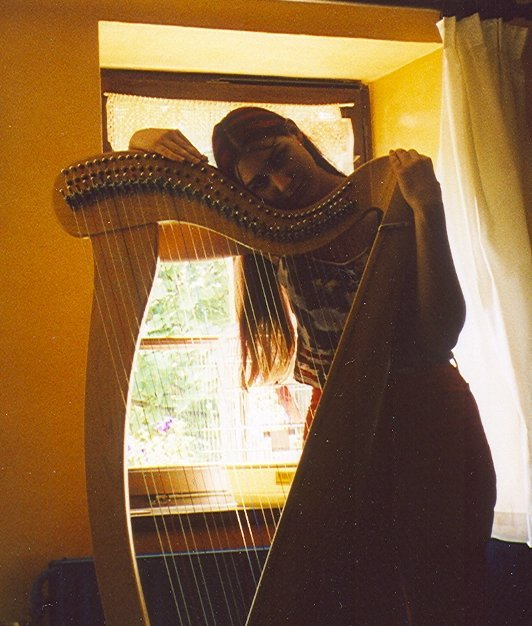
Harpe celtique.

La harpe celtique est un instrument central du monde celte ; plus que « traditionnelle », elle est une expression d'une culture classique celtique et, maintenant, d'une musique celtique contemporaine ; elle possède généralement 32 à 38 cordes. Elle est reconnaissable à son arc, toujours cintré. Les harpes celtiques cordées en métal que l'on trouvait au Moyen Âge, en Irlande et en Écosse notamment, sont toujours fabriquées et jouées de nos jours. Cet instrument médiéval qui se joue avec les ongles, a cependant fortement évolué, pour aboutir à ce qu'on peut appeler aujourd'hui les néo harpes celtiques, cordées en boyau ou nylon et qui se jouent avec la pulpe du doigt, ce qui implique une technique de jeu complètement différente qui se rapproche de la technique de jeu classique. Ce dernier type de harpe celtique sert parfois dans l'apprentissage de la harpe à pédales, sa taille la rendant plus accessible aux enfants, et son prix, plus accessible aux parents.
De nos jours, les cordes sont le plus souvent en nylon dont la sonorité est un peu moins puissante et peut avoir une sonorité un peu « chinoise ». Les cordes en nylon ont en revanche l'avantage d'être moins sensibles aux changements de température et de casser moins souvent. Mais on trouve aussi des instruments montés en boyau (de mouton) ou encore en métal. Certaines cordes sont généralement colorées, comme pour la harpe à pédales, ce qui permet de repérer les notes de la gamme. Ainsi, les do sont rouges et les fa sont noirs ou bleus.
Des taquets, crochets, clapets (ou palettes), fixés près de la partie supérieure de chaque corde, permettent de modifier la hauteur d'un demi-ton pour jouer les altérations (dièses/bémols). Ces clapets représentent en quelque sorte les touches noires d'un piano. On accorde généralement la harpe celtique en mi bémol majeur avec les taquets en position basse, ce qui permet ensuite de jouer dans les tonalités ayant jusqu'à quatre dièses ou jusqu'à trois bémols.
La harpe celtique correspond à tout un répertoire, traditionnel ou savant, irlandais, écossais et, depuis les années 1950, breton. Mais elle s'adapte aussi à des répertoires classiques et contemporains (jazz, folk-rock, « world », électro-rock, pop, new age et métal). Elle accompagne idéalement le chant soliste. Sa petite taille en fait un instrument de choix pour débuter l'apprentissage de la harpe à pédales, bien qu'elle possède une technique de jeu propre, différente du jeu sur harpe classique. La plupart des instruments sont acoustiques mais il existe des harpes électro-acoustiques et purement électriques (cf Alan Stivell).

### La harpe troubadour ou bardique
Il existe également de petites harpes, pouvant être sanglées, dont on peut jouer debout et en se déplaçant. Traditionnellement, cette harpe dite bardique possède des cordes métalliques. Sa période de référence est le Moyen Âge, du Ve siècle au XVe siècle. Son répertoire s'oriente autour de la musique ancienne et traditionnelle celtique.
On rencontre aussi un petit instrument moderne au son dynamique et brillant possédant le plus souvent 22 cordes en nylon, dans le registre aigu. Dite « harpe troubadour », elle fait référence aux musiciens qui utilisaient ce type d’instrument pour accompagner chants, danses et récits. Pour jouer des altérations sur cette harpe, il est nécessaire de l'accorder pendant le morceau, car elle ne possède pas de crochets.

### La harpe double (arpa doppia), ou à double rang de cordes
Cette harpe médiévale comporte deux rangs de cordes parallèles correspondant l'un aux notes naturelles et l'autre aux altérations (comme les touches blanches et les touches noires d'un clavier). Elle n'a rien à voir avec la grande harpe chromatique.

### La harpe triple (arpa tripla), ou à triple rang de cordes
On joue de cette harpe au Pays de Galles où c'est un instrument traditionnel. Son enseignement, hors académie, s'est transmis confidentiellement. Dans ce pays, elle bénéficie aujourd'hui d'un regain d'intérêt, avec des joueurs comme Llio Rhydderch ou Robin Huw Bowen qui interprètent un répertoire traditionnel tout en s'ouvrant à d'autres cultures musicales.

### La harpe mexicaine
Cette harpe est appelée harpe andine. Elle a été importée par les conquistadors au XVIe siècle. Elle possède 7 octaves et mesure 1,50 m de longueur et 76 cm de largeur.

### La harpe des Andes

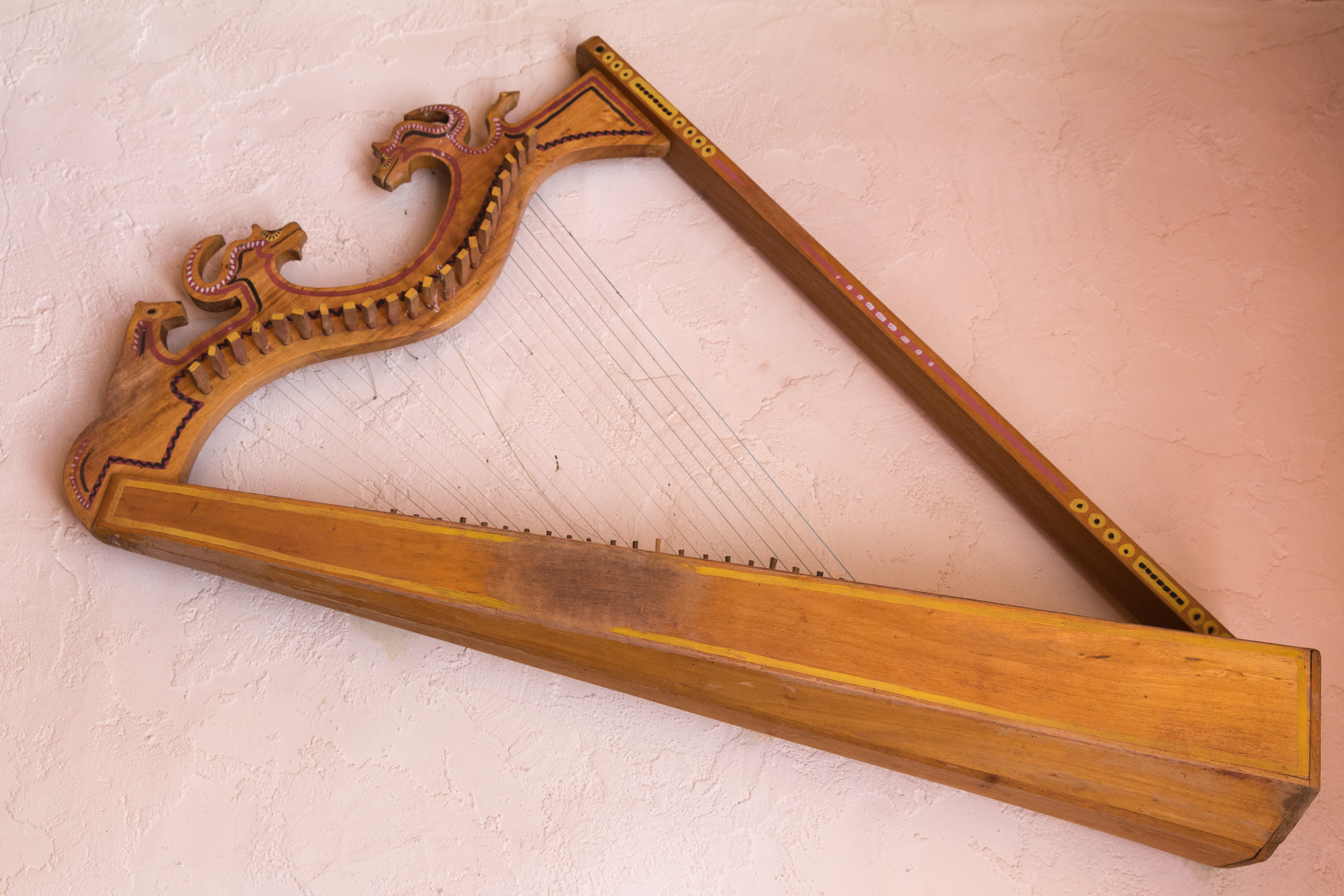
Harpe andine exposée dans un restaurant à Disneyland Paris.

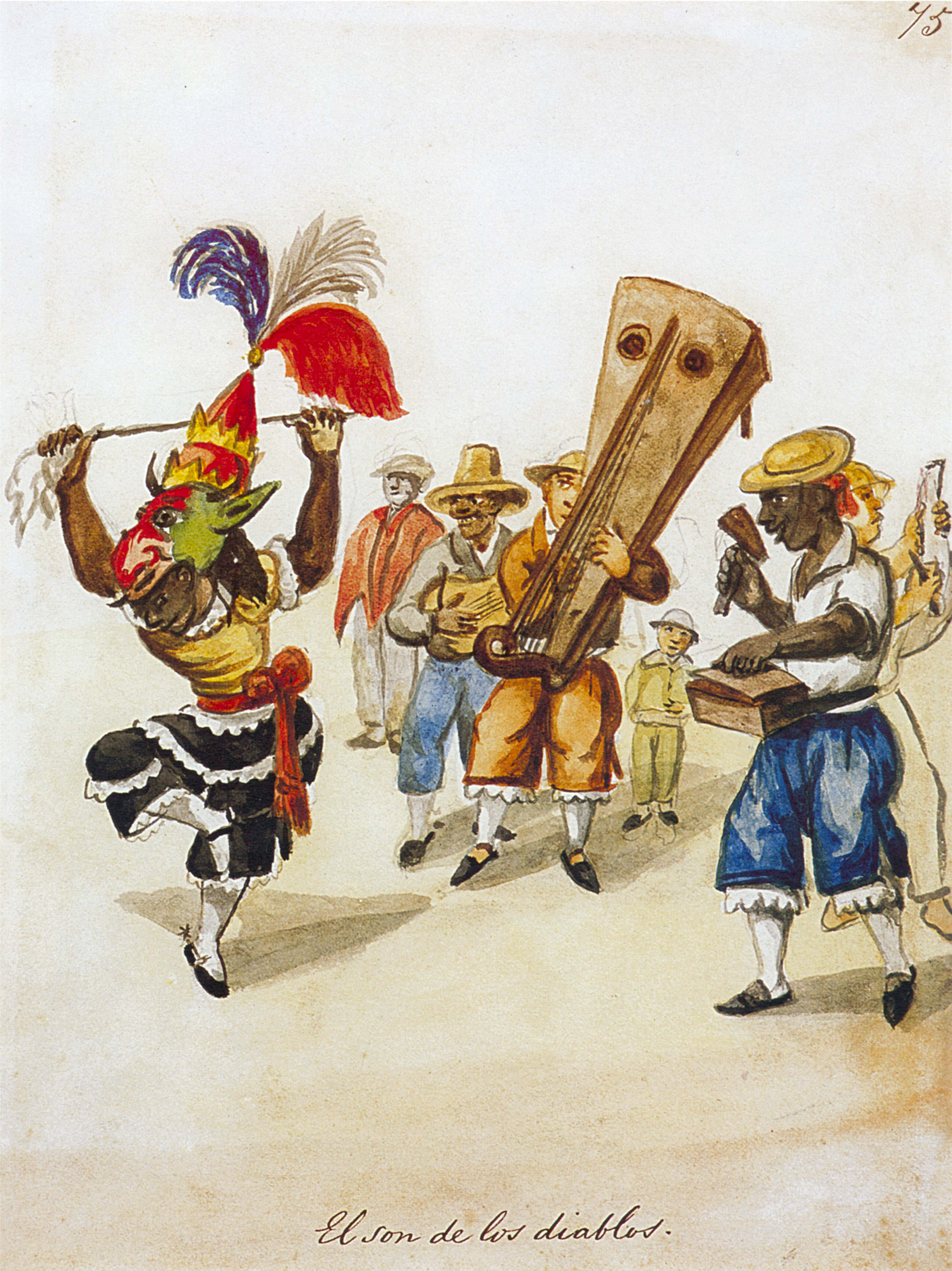
El son de los diablos ("la musique et la danse des diables", ou diablada afro-bolivienne ici au Pérou). Aquarelle de Pancho Fierro (Lima, XIXe siècle). On voit notamment ici une harpe andine jouée en « ambulatoire » et tenue sur l’épaule, sens dessus-dessous.

Cette harpe (arpa andina) est un instrument important du patrimoine musical péruvien et sur toute la Cordillère des Andes. Importée par les Conquistadores, elle a été adaptée pour répondre aux besoins d'expression musicale propres à la région. Elle est donc un produit du syncrétisme européo-andin, comme le charango par exemple. Notamment, sa caisse de résonance a été agrandie et la tension sur les cordes est plus faible que sur la harpe occidentale. Instrument diatonique, elle n'a pas de pédale. Essentiellement en bois, elle varie de taille et de forme selon les régions. Elle comporte de 32 à 38 cordes, et l'on trouve sur la même harpe aussi bien des cordages de nylon, de métal ou de boyaux (ces derniers, pour les notes basses seulement, sont en voie de disparition). Elle comporte un chevillier pour l'accordage, comme la guitare.
La harpe andine est conçue pour être facile à transporter, et certains musiciens en jouent en marchant, pour accompagner les processions et les danses de carnaval. Elle est utilisée en instrument soliste, en accompagnement de petits ensembles ou avec de grands orchestres, essentiellement dans un registre de musique folklorique.
Contrairement à la harpe occidentale qui utilise le système tonal, les musiciens andins jouent de la harpe en utilisant un système pentatonique. Elle est largement utilisée dans la musique vernaculaire du Pérou, surtout pour les genres de huayno des cordillères centrale et sud.

Harpe des Andes
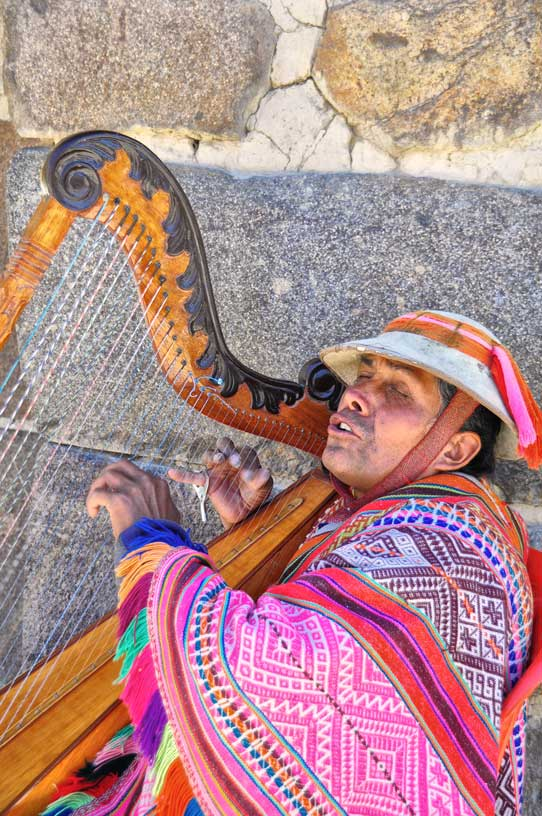
Joueur de harpe indienne ou arpa andina à Ollantaytambo au Pérou.
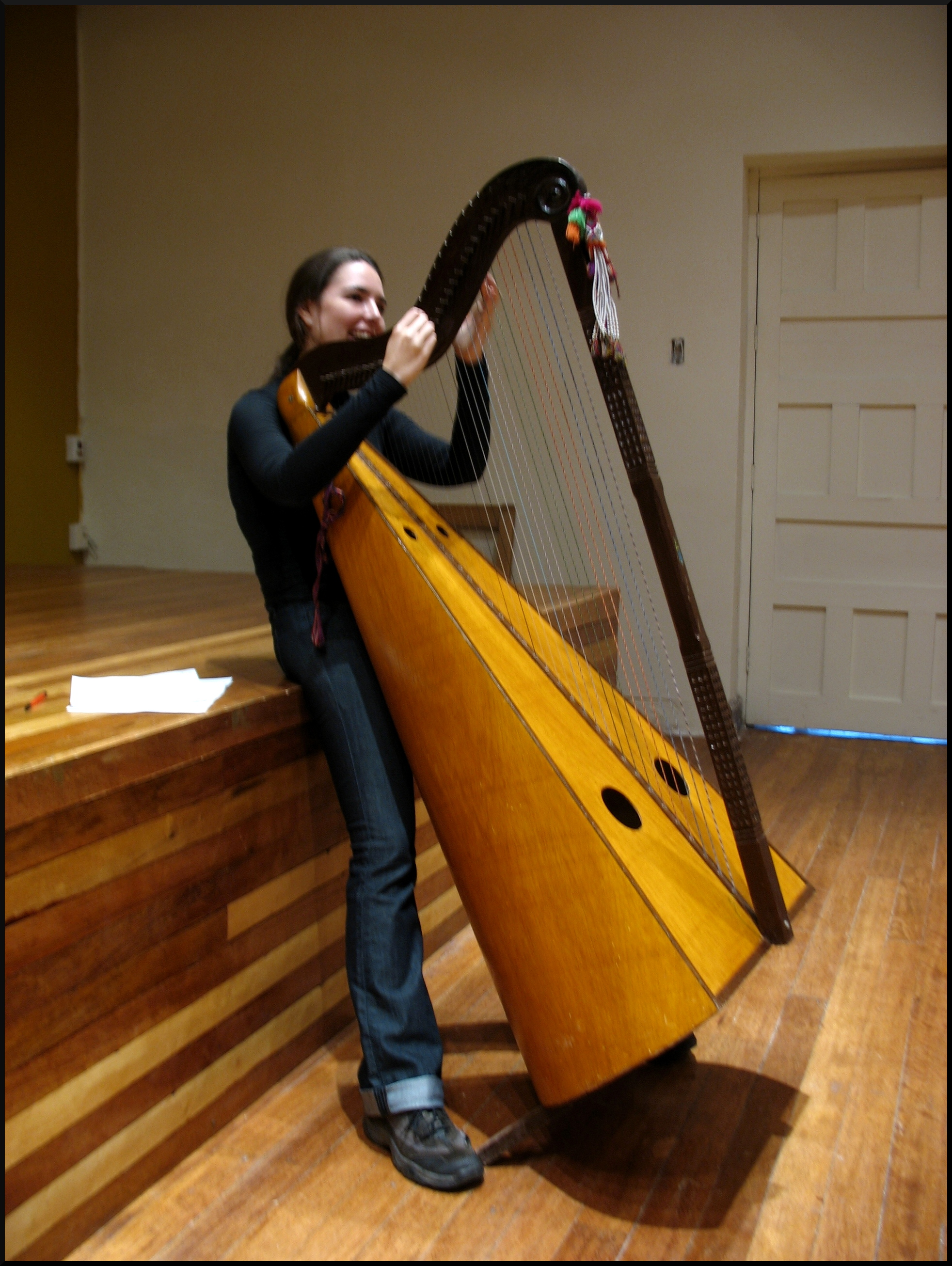
Jeune femme accordant une harpe andine.
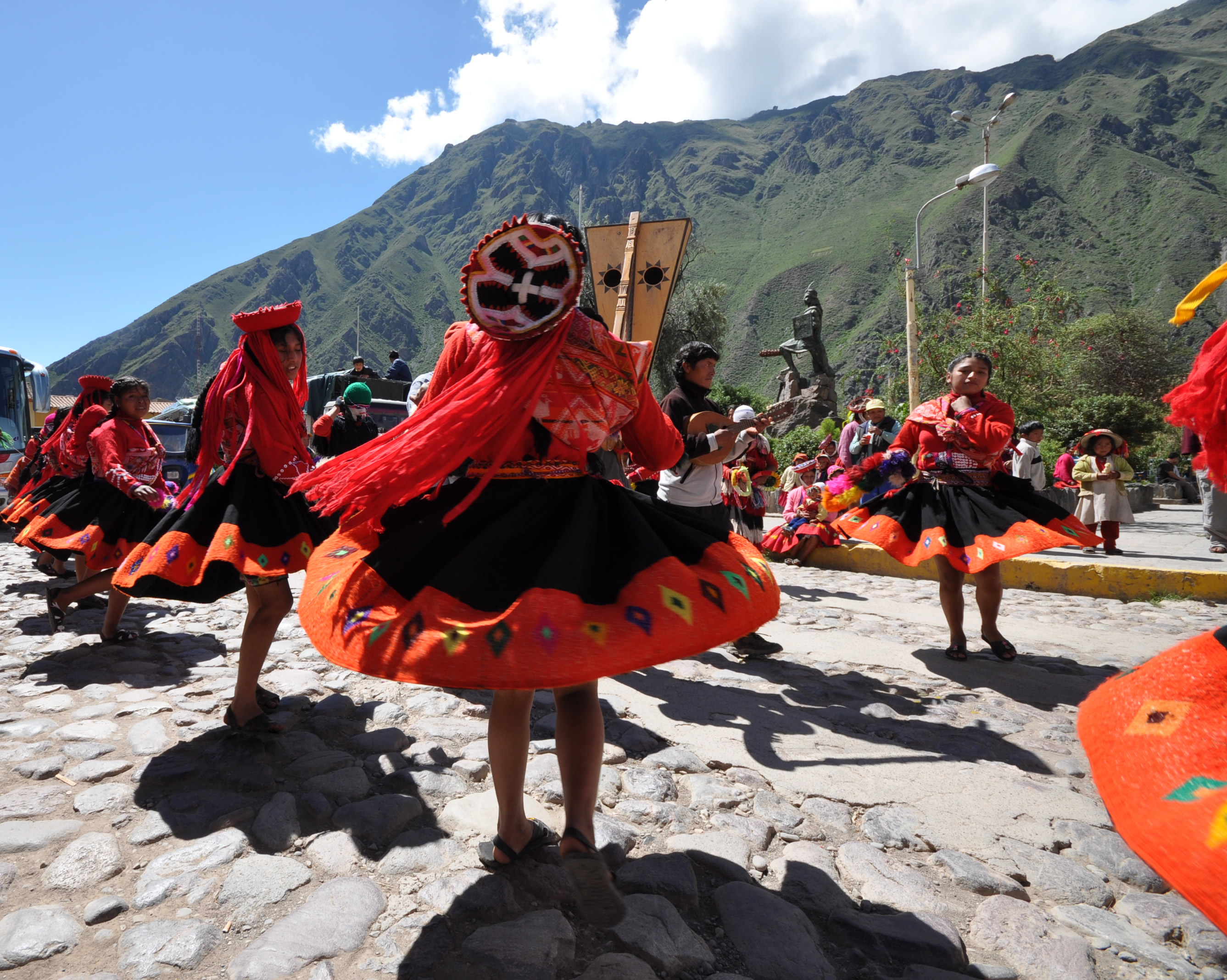
Procession du Jour des Rois Mages (célébration de l’Épiphanie à Ollantaytambo, photo Jorge Láscar). Pour accompagner les danseuses, on distingue une mandoline péruvienne ainsi qu'une harpe andine portée sur l'épaule et jouée en marchant.

### La harpe paraguayenne
Proche de la précédente, et donc à mi-chemin en taille entre la harpe des Andes et la harpe européenne, on trouve la harpe paraguayenne. Celle-ci comporte de 32 à 46 cordes (généralement 36), en nylon, qui sont également réparties autour de la ligne médiane de la tête de harpe : ainsi les forces de tension sont équilibrées, et la fabrication de ce type de harpe est moins lourde que celle des autres types. Elle aussi comporte un chevillier pour l'accordage.

Harpe paraguayenne
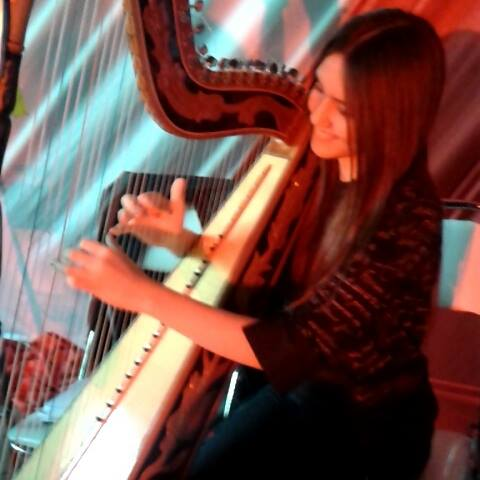
Monica Lucena, jeune harpiste jouant la harpe paraguayenne sans demi-tons (non chromatique, diatonique donc).
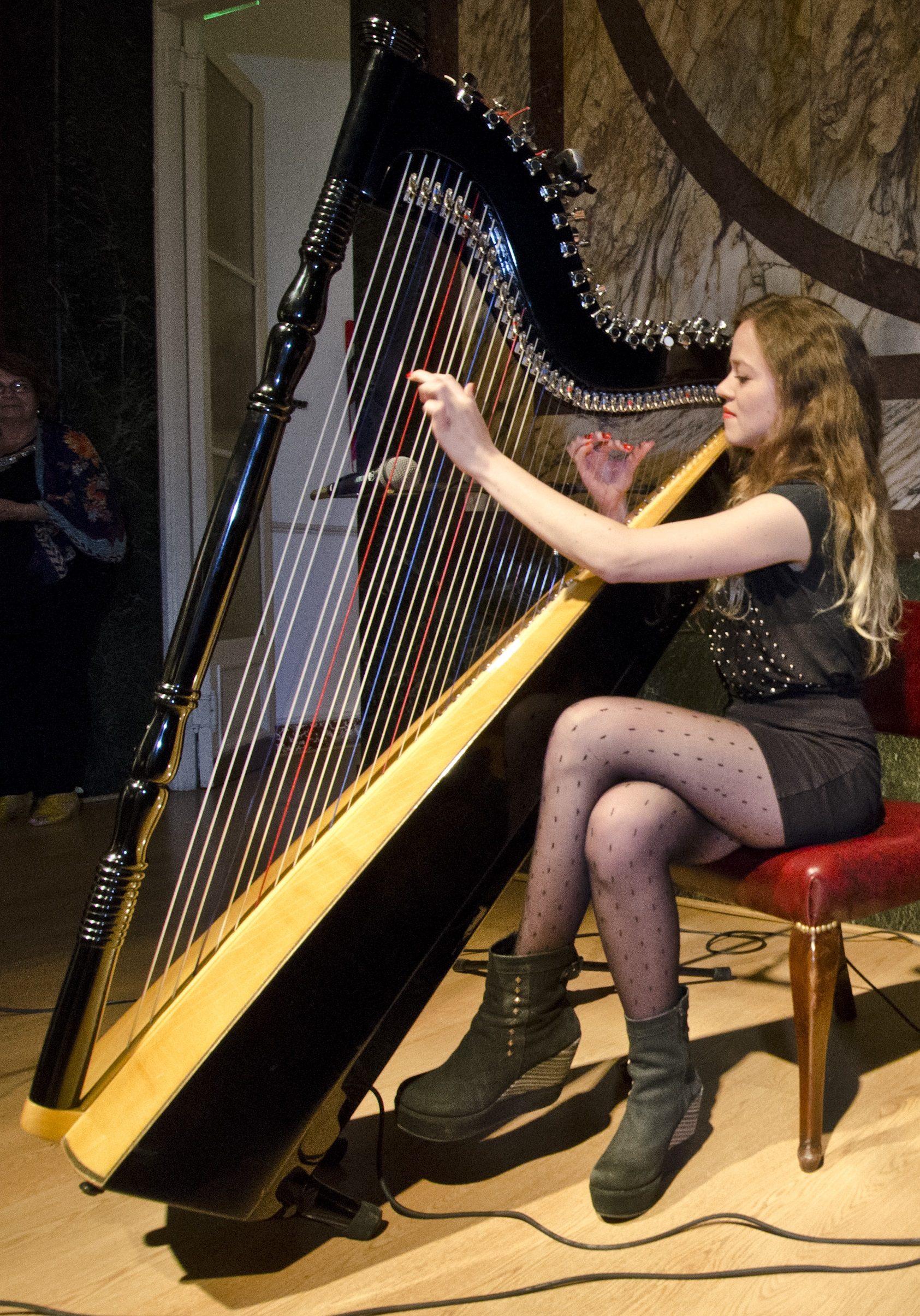
Autre jeune harpiste paraguayenne.
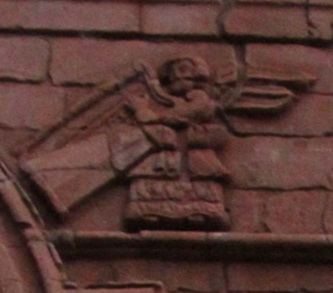
Un des célèbres "anges musiciens" de l'Amérique coloniale joue de la harpe paraguayenne sur le bas-relief au-dessus du porche de la porte principale de l'église de la Mission jésuite de Santísima Trinidad del Paraná (1706-1776), au Paraguay.

## Les harpes angulaires

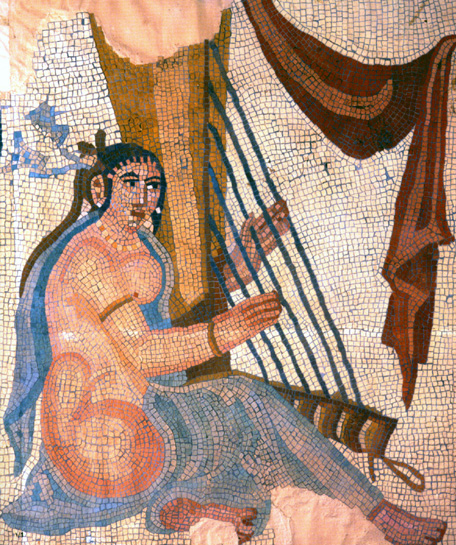
Chang iranien.

Certainement l'une des plus anciennes formes de harpe connue, répandue en Égypte ancienne et en Asie. La caisse de résonance forme avec la console un angle plus ou moins droit qui n'est pas fermé par un joug.
- La harpe chinoise ou konghou : cette harpe a disparu depuis des siècles alors qu'elle avait pourtant une position importante en Chine.
- La harpe iranienne ou chang : cette harpe fut aussi prééminente en Iran mais a disparu depuis trois siècles.
- La harpe turque ou çeng : disparue elle aussi depuis deux siècles.
- la harpe géorgienne ou changi.

## Les harpes arquées

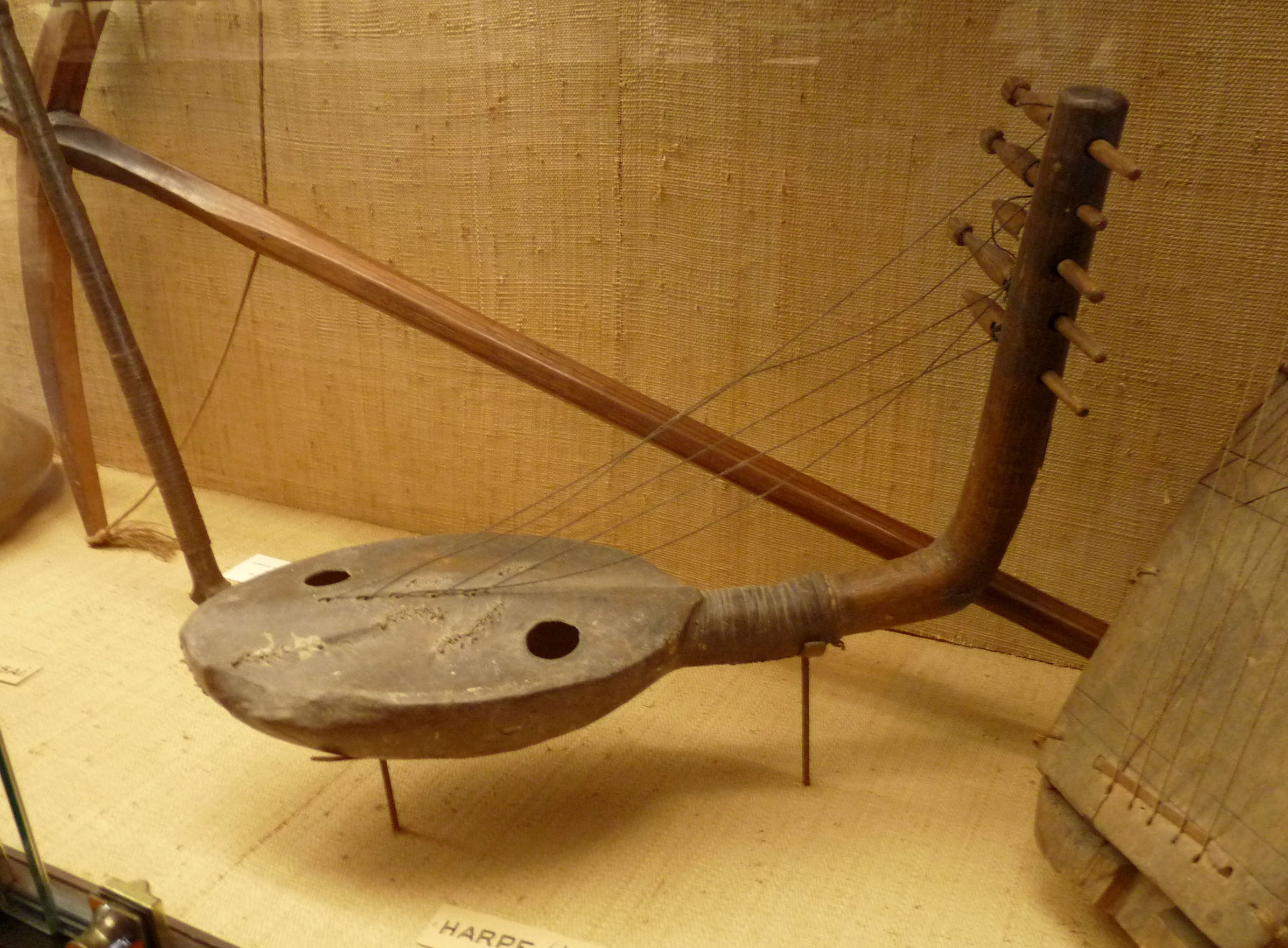
Harpe Ituri.

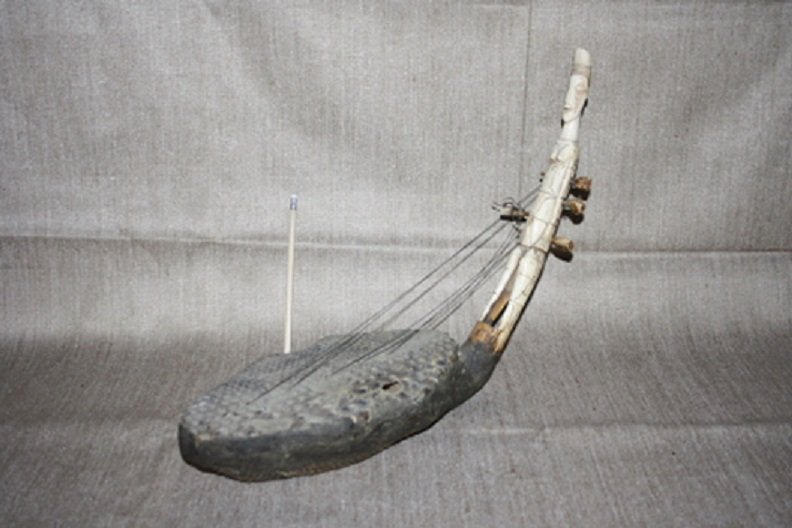
Harpe Mangbetu.

Appelées aussi « harpes coudées », elles sont aussi fort anciennes et leurs conceptions assez rudimentaires.
- La harpe birmane ou saung : datant du VIIIe siècle, c'est l'une des plus anciennes harpes encore jouée de nos jours. C'est un instrument rare et précieux, très ornementé et réservé autrefois à la Cour.
- La harpe arquée des Khantys (Ostiaks).
- Les harpes africaines : C'est le type de harpe le plus courant rencontré sur le continent africain. Les harpes arquées sont fort nombreuses et réparties sur plusieurs ethnies et pays. Elles se déclinent en divers types elles-mêmes : naviforme, anthropomorphe, semi-ovoïde, ovale, rectangulaire, etc. Elles accompagnent le chant.

## Les harpes fourchues
Ce sont des hybrides de harpe arquée et de harpe angulaire avec deux ou plusieurs manches. On en rencontre en Nouvelle-Guinée et en Afrique. Il ne faut pas les confondre avec les lyres dont le sens des cordes est différent.

## Les harpes-luths
On en rencontre plusieurs variétés en Afrique noire. Comme leurs noms l'indiquent, il s'agit de harpes hybrides ayant la forme et les caractéristiques d'un luth, mais utilisées avec une technique de jeu de harpe.

## La harpe-cithare
Cet instrument hybride d'Afrique subsaharienne se présente sous la forme d'une variété d'arc musical ou de cithare mais avec des éléments propres à la technique de jeu de la harpe, notamment grâce à un haut chevalet similaire à celui des harpes-luths. Précisons que le terme de cithare ne convient pas à la harpe angulaire d'Afrique centrale qui se joue droite et verticale et non à plat sur les genoux comme se joue une harpe chromatique ou cithare.

## Les harpes-guitares
Il existe depuis deux siècles une multitude de variétés de guitares ornées d'un second manche non fretté et dont on joue en partie avec une technique de harpe.

## Instrumentistes célèbres
Harpe classique
- Voir la Catégorie:Harpiste classique.

Harpe celtique
- Voir dans l'article Harpe celtique.

## Compositeurs célèbres
- Clotilde Cerdà i Bosch (1861-1926), jeune prodige de la harpe, connue par son nom de scène d'Esmeralda Cervantes avec le soutien de Victor Hugo[4].

### Bibliographie

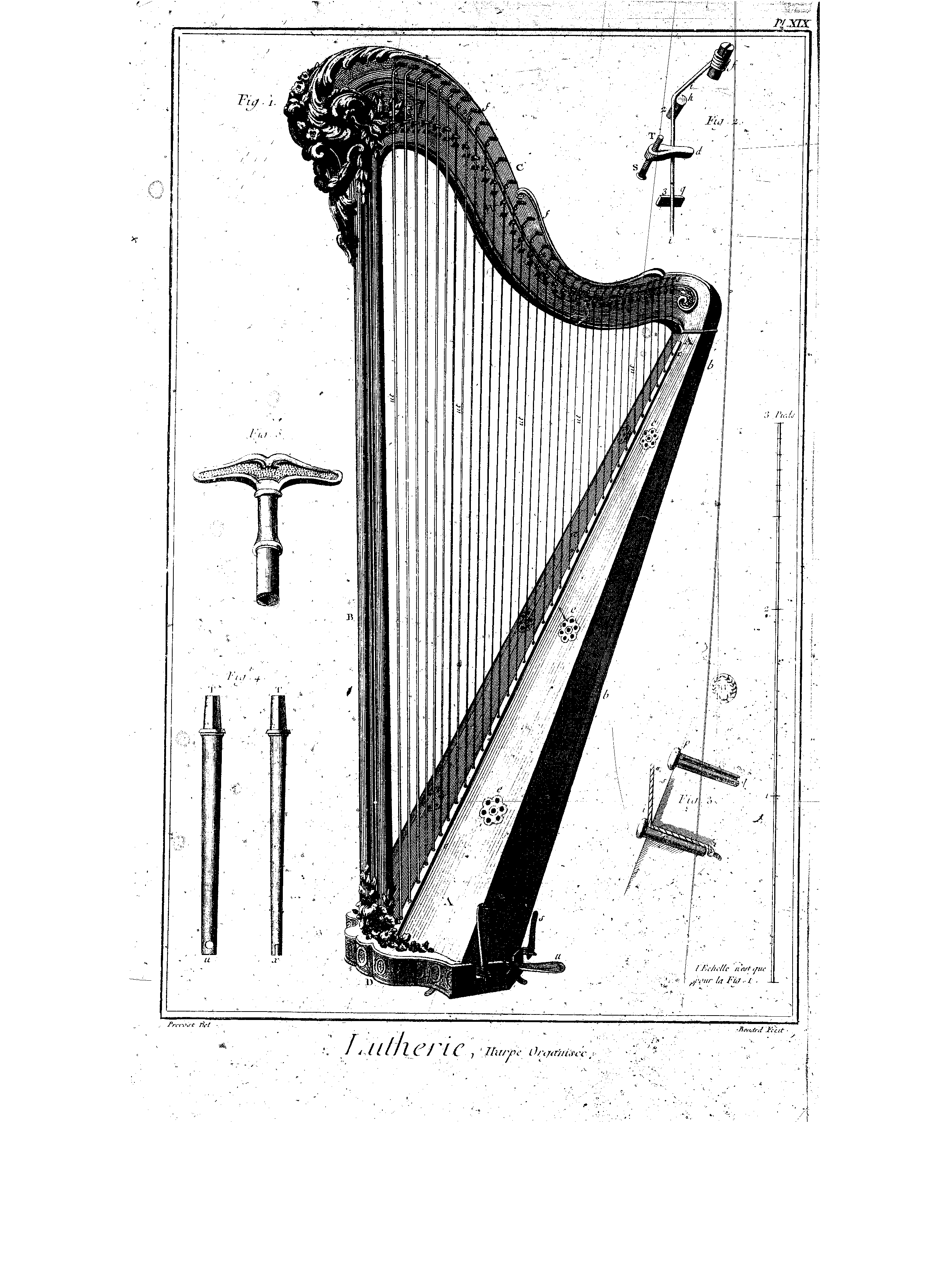
Robert Bénard, Harpe, gravure pour L'Encyclopédie de Diderot et d'Alembert